# Kloster Golgotha
Das Kloster Golgotha ist ein Kloster, welches sich auf der Orkney Insel Papa Stronsay befindet. Das Kloster wurde 1999 gegründet, nachdem die monastische Gemeinschaft der Sons of the Most Holy Redeemer die Insel in diesem Jahr vom Farmer Charles Ronald Smith gekauft hatten.

## Geschichte
Nachdem die Insel im Jahr 1999 für £250,000 von den Sons of the Most Holy Redeemer erworben wurde, errichtete diese katholische Ordenskongregation das Kloster Golgotha. Die Sons of the Most Holy Redeemer wurden 1988  durch den Redemptoristenpriester Michael Mary Sim gegründet, welcher davor mit der Priesterbruderschaft St. Pius X. affiliiert war.
Die Bevölkerung von Papa Stronsay belief sich auf die 26 Mönche, welche im Kloster leben.